# Tentación de Santo Tomás de Aquino
La tentación de Santo Tomás de Aquino, también conocida como Santo Tomás de Aquino confortado por ángeles tras la tentación, es una pintura atribuida a Diego Velázquez, realizada entre 1631 y 1633. La obra representa un episodio hagiográfico de la vida de Tomás de Aquino y se conserva en el Museo Diocesano de Arte Sacro de Orihuela (Alicante, España). Está considerada una de las obras religiosas más destacadas de la juventud del pintor sevillano.

## Historia

### Encargo y llegada a Orihuela
El cuadro fue enviado al Colegio de Santo Domingo de Orihuela en marzo de 1633, según documentación contable hallada en los archivos históricos de la ciudad. Fue un regalo de fray Antonio de Sotomayor, confesor de Felipe IV y protector del colegio, como gesto de agradecimiento por los obsequios y atenciones recibidos en el marco de un pleito entre el cabildo catedralicio y el colegio dominico por el pago de un subsidio eclesiástico
La pintura se ejecutó tras el primer viaje de Velázquez a Italia, entre su regreso en enero de 1631 y la llegada de la obra a Orihuela en marzo de 1633, en un periodo en el que el pintor retomaba sus actividades cortesanas.

### Atribución y crítica
Durante el siglo XX, la autoría del cuadro fue motivo de debate. En la exposición Velázquez y lo velazqueño celebrada en 1960 fue catalogada como obra indubitada de Velázquez, aunque críticos como López-Rey y Jonathan Brown la atribuyeron a Alonso Cano. La confirmación documental en 1989 sobre su llegada a Orihuela resolvió definitivamente la cuestión.
Críticos como José Gudiol destacaron la calidad técnica y expresiva del cuadro, considerándolo la mejor obra religiosa de la juventud del pintor.

### Localización y restauraciones
Desde su llegada, la pintura presidió el Salón de Grados del Colegio-Universidad de Orihuela. Durante la guerra civil española fue trasladada al museo instalado en el palacio de los Marqueses de Rafal y más tarde al Palacio Episcopal. En 1944 fue incorporada al Museo Diocesano, donde se conserva desde entonces.
Fue restaurada en 1953 y ha salido en contadas ocasiones de la ciudad, como en 1960 para la mencionada exposición conmemorativa, y nuevamente en 1990.

## Descripción y estilo
La pintura representa el episodio narrado en la Leyenda dorada de Santiago de la Vorágine, en el que Tomás de Aquino es tentado por una mujer enviada por su familia para disuadirlo de su vocación religiosa. Tras rechazarla, el joven es confortado por dos ángeles que le ciñen el cíngulo de la castidad.

### Composición
La escena está organizada mediante una estructura en aspa, con diagonales que confluyen en la cabeza del santo. Todas las figuras se sitúan en la mitad izquierda del lienzo, equilibradas por una chimenea humeante a la derecha. Esta disposición anticipa soluciones compositivas que Velázquez desarrollará en obras posteriores como Las meninas y La fábula de Aracne.

### Técnica y elementos
Velázquez emplea un tratamiento lumínico en tres planos: una zona iluminada en primer término (santo y ángeles), una franja intermedia en penumbra y un fondo con luz filtrada desde una puerta abierta. El estilo es directo y suelto, con manos apenas esbozadas y repentinos cambios en la composición —como la corrección visible en la túnica del ángel izquierdo—, que son característicos del proceso pictórico del autor.

## Valor artístico e impacto
La obra fue valorada desde su llegada al colegio, tanto por el autor como por el tema representado, al tratarse del patrón de las universidades dominicas. Se conservan registros de copias realizadas en los siglos XVII y XVIII, una de las cuales fue destruida durante la guerra civil española.
Su conservación y escasa movilidad demuestran la relevancia local y el valor atribuido al cuadro como parte del patrimonio artístico oriolano.

## Controversias
A lo largo del siglo XX se discutió su autoría, atribuyéndose ocasionalmente a Alonso Cano. Sin embargo, los hallazgos documentales publicados en 1989 demostraron tanto la autoría como la cronología, ratificando su inclusión dentro del corpus de Velázquez.